# 阿特拉斯工程机械
阿特拉斯工程机械有限公司，簡稱阿特拉斯工程机械，德国阿特拉斯公司，以及內蒙古北方重型汽車股份有限公司合營公司，是在2004年成立，主要業務开发制造各种型号的非公路（或工矿两用）自卸汽车、铲运机、装载机、推土机、挖掘机等工程机械。其中生產矿用车、液压挖掘机等產品最多。
董事長及總裁為李建平。

## 外部連結
- 阿特拉斯工程机械有限公司 （页面存档备份，存于）